# 최진한
최진한(崔震澣, 1961년 6월 22일 ~ )는 대한민국의 전 축구 선수 및 지도자이다. 본관은 삭녕.

## 클럽 경력
1975년 진주중학교 입학과 함께 뒤늦게 축구를 시작했다. 1981년 당시 축구명문 명지대학교 입학과 함께 축구 선수로서 부쩍 두각을 나타냈고 1984년부터 1988년까지 4년간 국가대표 생활을 하였다.
1985년 럭키금성 황소에 입단하여 1991 시즌까지 리그컵 151경기에 출장하여 21골을 기록하였는데 1990년 정규시즌 MVP를 기록하여 그 해 우승에 큰 기여를 했지만 같은 해 말부터 지나친 연봉협상 때문에 팀과 마찰을 빚어 결국 1991년 6경기에 출장해 5게임서 교체되는 부진을 보이자 같은 해 7월 11일 LG에서 방출된 뒤 같은 달 29일 유공 유니폼을 입었다.

## 지도자 경력
2007년 FC 서울 U-18 감독으로 재직하다가 2009년 12월 17일 FC 서울 2군 감독으로 선임되어 2010년까지 FC 서울에 몸담았다. 시즌 후 경남 FC의 감독에 취임했다. 하지만 성적 부진으로 2013년 시즌 중 사임했다. 이후 야인으로 지내다 2014시즌을 앞두고 K리그 챌린지의 부천 FC 1995감독을 맡게 되었다. 2014시즌, 팀이 안밖으로 흔들리게 되면서 10개 팀 중 10위를 하게 되었다. 그럼에도 2015시즌에도 최진한 감독은 유임되었다. 하지만 2015 시즌이 시작되고도 성적은 좋아지지 않았고, 결국 2015시즌 도중 부천 FC 1995의 감독에서 경질되었다.

## 수상 내역
| 럭키금성 황소 - K리그1 ● 우승 (2): 1985, 1990 ● 준우승 (2): 1986, 1989 ● 4위 (1): 1988 - 전국축구선수권대회 ● 우승 (1): 1988 ● 3위 (1): 1989 | 대한민국 - 아시안 게임 축구 ● 동메달 (1): 2002 전남 드래곤즈 - FA컵 ● 3위 (1): 2005 FC 서울 - K리그1 ● 우승 (2): 2010 | FC 서울 U-18 - K리그 주니어 ● 우승 (1): 2009 경남 FC - FA컵 ● 준우승 (1): 2012 |

### 개인
- K리그 최우수선수상 (MVP) : 1990

## 참고 자료
- K리그의 전설 보다 높은 꿈을 향해 - 최진한 ①
- K리그의 전설 보다 높은 꿈을 향해 - 최진한 ②